# Elmin Nurkić
Elmin Nurkić, född 21 december 1991 i Mostar, är en svensk/bosnisk fotbollsspelare (försvarare) som spelar för FK Älmeboda/Linneryd.

## Klubbkarriär
Elmin kom till Öster från Myresjö IF 2007 och blev en A-lagsspelare säsongen därpå. Inför säsongen 2016 förlängde han kontraktet till och med säsongen 2017.
I juni 2017 värvades Nurkić av norska Egersunds IK, där han skrev på ett 1,5-årskontrakt. I oktober 2017 bröt Nurkić sitt kontrakt med Egersund. I december 2017 värvades Nurkić av Varbergs BoIS. Den 16 juli 2018 gick Nurkić till norska Nest-Sotra, där han skrev på ett kontrakt säsongen ut. I december 2018 förlängde Nurkić sitt kontrakt med ett år.
I augusti 2020 återvände Nurkić till Sverige och valde spel i division 3-klubben Växjö Norra. Inför säsongen 2022 gick Nurkić till FK Älmeboda/Linneryd, där han fick en roll som spelande assisterande tränare.
2023 kommer Elmin vara huvudtränare för  FK Älmeboda/Linneryds A-lag i div 3.

## Landslagskarriär
Den 9 oktober 2010 debuterade Nurkić för Sveriges U19-landslag i en 3–2-förlust mot Österrike. Totalt spelade han en landskamp för U19-landslaget.